# Rafael Cotoner
Rafael Cotoner i d'Olesa (Palma, 1601 - Malta 1663) fou Gran Mestre de l'Orde de Malta, entre 1660 i 1663. Era fill de Marc Antoni Cotoner i de Santmartí. Va ingressar a l'orde el 1608 on va ostentar diversos càrrecs: comanador (1631), castellà de Malta (1640-42), capità d'una galera anomenada Sant Llorenç (1642-44), i batlle de Mallorca per acabar essent Gran Mestre. Va ajudar els venecians a recuperar Càndia del poder turc. En el camp artístic va encarregar al pintor Mattia Preti la decoració de les voltes de la cocatedral de Sant Joan. Va morir de pesta i fou enterrat a la capella de la llengua d'Aragó d'aquest temple, en una de les millors mostres del barroc a Malta. El va succeir en el mestratge de l'orde el seu germà Nicolau.